# آن باريش
آن باريش (بالإنجليزية: Anne Parrish) (12 نوفمبر 1888، كولورادو سبرينغس في الولايات المتحدة - 5 سبتمبر 1957، دانبري في الولايات المتحدة)؛ كاتِبة مُتخصِّصة في أدب الأطفال وروائية أمريكية.

## روابط خارجية
- آن باريش على موقع إن إن دي بي (الإنجليزية)